# Рашпиль, Григорий Антонович
Григорий Антонович Рашпиль (1801—1871) — генерал-лейтенант; и. о. наказного атамана Черноморского казачьего войска.
Происходил из дворян Черноморского казачьего войска, выходцев из Германии. Родился в 1801 году и воспитывался в доме родителей.
3 марта 1814 года поступил на службу казаком в Черноморское казачье войско, 25 апреля 1817 года произведён в сотенные есаулы, и в 1818 году с полком отправился в Санкт-Петербург, где 19 ноября 1819 года был произведён в портупей-юнкера в 7-й Черноморский эскадрон лейб-гвардии Казачьего полка.
В 1821 году произведён был в корнеты. Во время восстания декабристов на Сенатской площади 14 декабря 1825 года находился в рядах войск, верных императору Николаю I, и получил монаршее благоволение. В 1826 году назначен был на должность адъютанта к генерал-лейтенанту Иловайскому, а 8 ноября произведён в поручики.
В том же 1826 году, в составе русского отряда, отправился в поход в Грузию, а с 12 мая 1827 года находился в Персидском походе до крепости Сардар-Абада. 28 мая 1827 года находился при рекогносцировке крепости Аббас-Абада и участвовал в перестрелке с персидской кавалерией, вышедшей из неё. Принимал активное участие в осаде этой крепости вплоть до её сдачи.
Когда персидские войска, предводительствуемые принцем Аббас-Мирзой, дали генеральное сражение нашим войскам при Джеван-Булахе, Рашпиль всё время находился в сфере огня, передавая приказания от главнокомандующего В. Д. Иловайского начальникам действующих частей. При взятии Эривани 20 октября 1827 года он один из первых вошёл на верки крепостных валов, за что был произведён в ротмистры и награждён орденом св. Анны 3-й степени с бантом.
В январе 1828 года был отчислен от должности адъютанта и принял команду над эскадроном; с 7 по 19 октября 1828 года был в походе от Эривани к Тавризу, при занятии Салмасской провинции и взятии укрепления Дилижан. По взятии города Хой, он с русскими войсками в ноябре 1828 года двинулся обратно в Россию.
Великий князь Михаил Павлович, редко хваливший своих подчиненных, не раз выражал Рашпилю свою благодарность в приказах по войскам Гвардейского корпуса за тот молодецкий дух и вид, который царил в его эскадроне. На обратном пути в Санкт-Петербург, не дойдя до столицы двух переходов, он был командирован для охраны границы России от чумы, появившейся уже в Бессарабии, где и пробыл с 31 июля по 8 ноября 1830 года.
В 1831 году был утверждён в должности командира эскадрона и в том же году отправился на театр войны в Польшу. Прибыв в Гродно, был назначен в правую колонну войск Гвардейского корпуса и, дойдя до местечка Тыкочина, был командирован с эскадроном в Белосток для охраны императорской походной квартиры; состоя при ней, находился в неоднократных действиях против мятежников.
25 и 26 июня 1831 года участвовал в штурме и взятии приступом передовых Варшавских укреплений и самого города. До возвращения в Россию находился в непрерывных разъездах и в столкновениях с отрядами повстанцев. В январе 1832 года был произведён в полковники, а 7 марта возвратился с полком в Санкт-Петербург.
В 1841 году, будучи в Черноморской области, лично участвовал в отражении набега 4000 абадзехов, напавших на мирные аулы, и за эти блестящие дела был 16 апреля 1841 года произведён в генерал-майоры. Исправляя с 11 мая 1841 года должность начальника штаба Черноморского казачьего войска, в 1842 году был назначен исправляющим должность наказного атамана Черноморского казачьего войска и командующим Черноморской кордонной линией. 17 декабря 1844 года он был пожалован орденом св. Георгия 4-й степени (№ 7142 по списку Григоровича — Степанова).
В 1846 году, собрав отряд в Ольгинском укреплении, двинулся с ним за Кубань, выдержав целый ряд перестрелок с горцами. За блестяще выполненные задачи был 19 февраля 1847 года награждён орденом св. Станислава 1-й степени.
Поручение, данное Рашпилю, построить казармы для войск, расположенных в Черномории, также не обошлось без столкновений с местными жителями; каждая рубка леса сопровождалась битвой, так что в 1848 году, командуя отрядами, он вынужден был предпринимать целый ряд военных действий с целью добыть строевой материал и жизненные припасы для крепостей. Целый год прошёл в беспрерывных боях с горцами. 3 апреля 1849 года был произведён в генерал-лейтенанты, а в конце года награждён орденом св. Анны 1-й степени.
В 1850 году переправился через Кубань и предпринял наступательное движение на скопища Магомета Алима для защиты от него бжедухов, разбил его и двинулся на защиту хамышеевцев, затем — в землю абадзехов, где совершенно разбил горцев.
В том же 1850 году снова предпринял целый ряд военных дел против горцев; он отправился с отрядами в землю хамышеевцев для побуждения этого народа к принятию присяги на верноподданство России. Эта задача вполне удалась ему, и почти все аулы перешли под власть России.
1 октября 1852 года был уволен от занимаемой должности и, в награду за полезную деятельность на Кавказе, пожалован 1500 десятинами земли. В 1855 году снова был определён на службу с назначением состоять при отдельном Кавказском корпусе и с зачислением по армейской кавалерии, и в это время неоднократно участвовал в делах против горцев и исполнял различные поручения главнокомандующего на Кавказе генерал-лейтенанта Муравьёва.
Прослужив затем на Кавказе ещё пять лет, 19 февраля 1865 года зачислен в запасные войска с отчислением от Кавказской армии и с оставлением по армейской кавалерии.
Скончался 14 ноября 1871 года. Похоронен на Всесвятском кладбище.

## Память
- Имя Рашпиля носит улица в Краснодаре — Рашпилевская
- Имя Рашпиля носит улица в Геленджике — улица Генерала Рашпиля (Тонкий мыс)
- Имя Рашпиля носит улица в Кореновске - улица генерала Рашпиля
- В Краснодаре 15 октября 2016 года на пересечении улиц Рашпилевская и Буденного установлен памятник Григорию Рашпилю